# Чемпіонат Німеччини з хокею 1998—1999
Чемпіонат Німеччини з хокею 1999 — 82-ий чемпіонат Німеччини з хокею, чемпіоном став Адлер Мангейм. Чемпіонат тривав з 11 вересня 1998 року по 12 березня 1999 року.

## Регулярний сезон
| М   | Команда                  | І  | В  | ВО | ПО | П  | Ш       | О   |
| --- | ------------------------ | -- | -- | -- | -- | -- | ------- | --- |
| 1.  | Нюрнберг Айс Тайгерс     | 52 | 30 | 7  | 2  | 13 | 199:141 | 106 |
| 2.  | Айсберен Берлін          | 52 | 26 | 4  | 5  | 17 | 210:163 | 91  |
| 3.  | Адлер Мангейм            | 52 | 24 | 5  | 7  | 16 | 208:182 | 89  |
| 4.  | «Франкфурт Ліонс»        | 52 | 25 | 5  | 4  | 18 | 184:168 | 89  |
| 5.  | Кельнер Гайє             | 52 | 21 | 9  | 7  | 15 | 182:159 | 88  |
| 6.  | ЕВ Ландсгут              | 52 | 21 | 8  | 9  | 14 | 163:140 | 88  |
| 7.  | Крефельдські Пінгвіни    | 52 | 23 | 7  | 4  | 18 | 183:159 | 87  |
| 8.  | Аугсбург Пантерс         | 52 | 22 | 8  | 3  | 19 | 169:155 | 85  |
| 9.  | Кассель Хаскіс           | 52 | 24 | 4  | 4  | 20 | 165:145 | 84  |
| 10. | «Швеннінгер Вайлд Вінгс» | 52 | 19 | 4  | 7  | 22 | 195:217 | 72  |
| 11. | Ганновер Скорпіонс       | 52 | 18 | 3  | 6  | 25 | 175:195 | 66  |
| 12. | Розенгайм                | 52 | 15 | 6  | 5  | 26 | 169:213 | 62  |
| 13. | Берлін Кепіталс          | 52 | 12 | 4  | 8  | 28 | 146:205 | 52  |
| 14. | Обергаузен               | 52 | 10 | 0  | 3  | 39 | 148:254 | 33  |

Скорочення: М = підсумкове місце, І = ігри, В = перемоги, ВО = перемога в овертаймі, ПО = поразки в овертаймі, П = поразки,  Ш = закинуті та пропущені шайби, О = набрані очки
Згідно з регламентом за перемогу - три очка, за перемогу в овертаймі - два очка, за поразку в овертаймі - одне очко.

## Плей-оф

### Чвертьфінали
- Нюрнберг Айс Тайгерс — Аугсбург Пантерс 5:4, 5:6 ОТ, 5:1, 1:2 ОТ, 2:1
- Айсберен Берлін — Крефельдські Пінгвіни 3:2, 2:4, 5:4 ОТ, 6:5 ОТ
- Адлер Мангейм — ЕВ Ландсгут 2:0, 5:3, 5:2
- «Франкфурт Ліонс» — Кельнер Гайє 5:4, 1:2, 5:2, 2:3 ОТ, 4:3 ОТ

### Півфінали
- Нюрнберг Айс Тайгерс — «Франкфурт Ліонс» 5:1, 3:2, 2:1
- Айсберен Берлін — Адлер Мангейм 2:4, 0:6, 2:1 ОТ, 3:9

### Фінал
- Нюрнберг Айс Тайгерс — Адлер Мангейм 2:1 ОТ, 1:5, 3:2, 3:4, 2:3

## Склад чемпіонів
Адлер Мангейм:
- Воротарі: Свен Рампф, Павел Цагаш, Денні Лоренц, Гельмут да Рааф
- Захисники: Гордон Хайнс, Пол Стантон, Крістіан Лукес, Штефан Ріхер, Майк Піллігрімс, Рід Сімонтон, Дені Перез, Майкл де Анджеліс, Брайн Тутт
- Нападники: Марк Етц, Павел Гросс, Дейв Томлінсон, Філіпп Бозон, Александер Серіков, Крістіан Пуже, Майк Хадсон, Рон Паско, Філіпп Шумахер, Кевін Мехм, Джейсон Янг, Майк Стівенс, Ян Алстон, Джексон Пенні
- Тренери: Ленс Нетері